# Reine
Reine è un porto di pescatori posto a nord-est della città di Moskenes, nelle isole Lofoten in Norvegia. Si trova sull'isola di Moskenesøya, al di sopra del Circolo polare artico, a circa 300 chilometri a sud-ovest dalla città di Tromsø. Il villaggio di Reine è situato su di un promontorio a poca distanza dalla Strada Europea E10 e si tratta di uno dei luoghi più famosi delle isole Lofoten grazie al suggestivo scenario della sua posizione ai piedi di ripide scogliere, ecco perché oggi il turismo per Reine è molto importante.

Reine è un crocevia per il commercio sin dal 1743, oltre ad essere stato il centro della locale industria ittica con una flotta di imbarcazioni per la pesca e strutture per la lavorazione del pesce e la sua commercializzazione. Nel dicembre del 1941 parte del villaggio venne dato alle fiamme dai soldati tedeschi come ritorsione a seguito di un raid delle truppe britanniche nelle isole Lofoten.

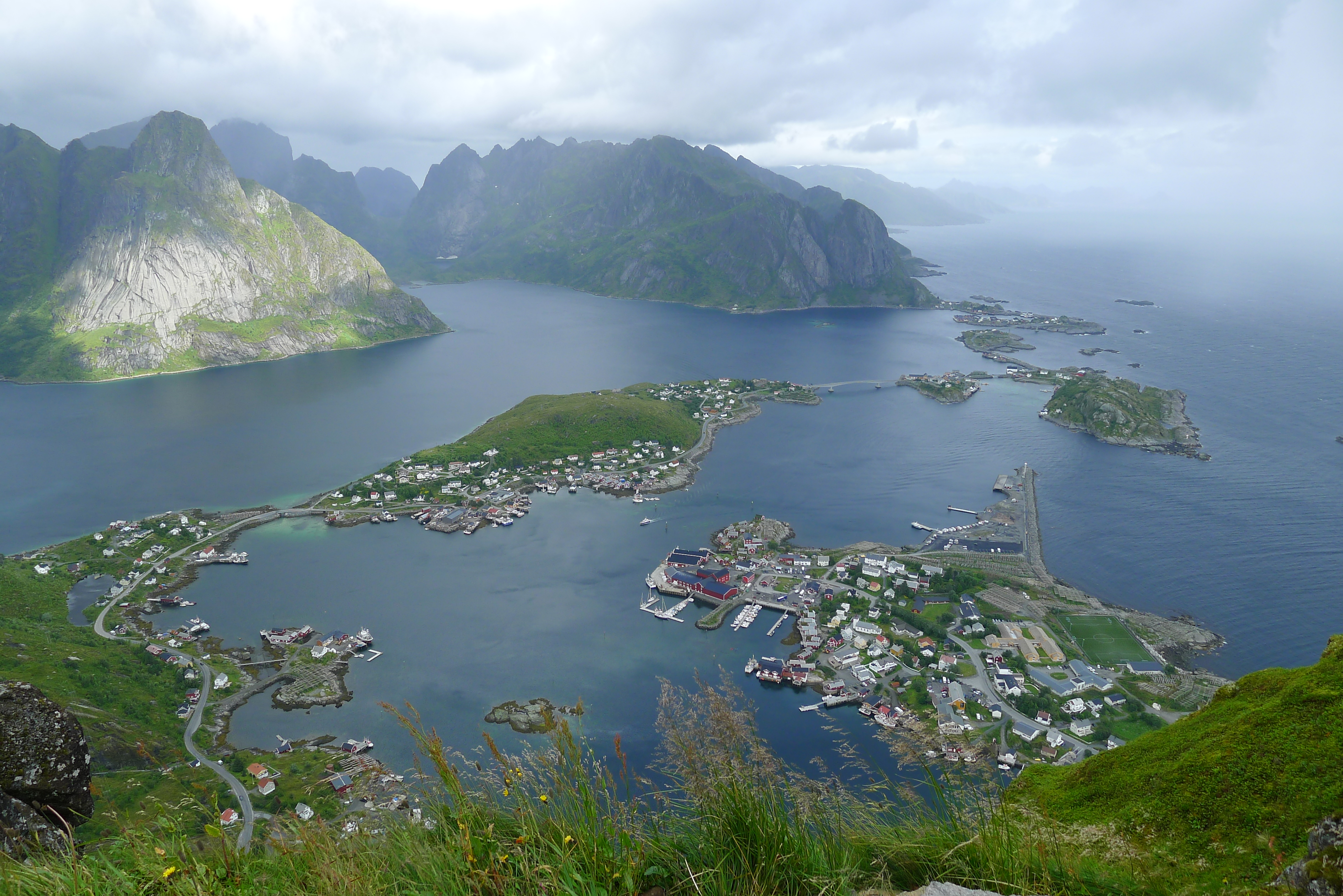

## Il Reinebringen
Nonostante la sua posizione remota, ogni anno il villaggio di Reine viene visitato da migliaia di persone, alcune delle quali decidono di recarsi al Reinebringen: si tratta di uno dei punti panoramici più famosi di tutta la Norvegia, dal quale si può ammirare Reine da un'altezza di 448 metri. Per raggiungere questo punto panoramico si deve percorrere per circa 1 km una ripida scalinata di 1400 gradini in pietra. La scalinata venne costruita tra il 2016 e il 2019 per rendere più accessibile una montagna altrimenti difficile da scalare.